# Smith & Wesson Model 460
Smith & Wesson Model 460 представляет собой крупнокалиберный пятизарядный револьвер одинарного/двойного действия от Smith & Wesson под патрон .460 S&W Magnum. Он был разработан как оборонительный револьвер для охоты и защиты от опасной дичи для использования в Африке и на Аляске. Револьвер построен на самой большой и прочной раме компании, известной как X-Frame, и представляет собой совместную работу компаний Smith & Wesson, Hornady и Cor-Bon.

## Дизайн
Базовая конструкция модели 460 основана на другом револьвере конструкции X-frame, его аналоге Smith & Wesson Model 500, револьвере калибра .50.
Помимо патрона .460 S&W Magnum, револьвер может заряжать патроны .454 Casull и .45 Colt . Smith & Wesson заявляет, что модель 460 XVR (XVR означает револьвер X-treme Velocity Revolver) является самым высокоскоростным серийным револьвером, а также самым мощным серийным револьвером калибра .45 в мире, стреляющим пулей весом 200-гранов (13 г) со скоростью 2330 футов в секунду (710,184 м/с), генерируя дульную энергию 3,276дж .
Модель S&W 460 получила награду Академии передового опыта стрелковой промышленности как пистолет года, когда она дебютировала в 2005 году.

## Варианты
Smith & Wesson предлагает несколько вариантов этого револьвера. Некоторые из них с короткими стволами, такие как Model 460 ES, предназначены для использования в составе комплектов для выживания в небольших самолетах, если они потерпят крушение в медвежьей стране Аляски, в то время как другие со стволами длиной до 14 дюймов предназначены в качестве основного охотничьего оружия.
- Модель 460 ES со стволом 2,75 дюйма, курносый револьвер Emergency Survival с неоново-желтой рукояткой Hogue (больше не производится)[12]
- Модель 460 XVR Performance Center Ствол 3,5 дюйма, мушка HI-VIZ® Fiber Optic Green[13]
- Модель 460 V, ствол 5 дюймов, дульный тормоз (V означает 5, обозначающий длину ствола)[14]
- Модель 460 V 5-дюймовый ствол, дульный тормоз «OD Green Carry Combo» (зеленые рукоятки Hogue OD, зеленая камуфляжная кобура DeSantis с цифровым изображением, зеленый поясной держатель для боеприпасов DeSantis с цифровым изображением; изготовленный на заказ зеленый чехол для пистолета OD S&W)[15]
- Модель 460 XVR 8,38-дюймовый ствол, дульный тормоз[16]
- Модель 460 XVR Performance Center Ствол 10,5 дюймов, дульный тормоз, антабки для ремня, верхняя планка Пикатинни[17]
- Модель 460 XVR Performance Center 12-дюймовый ствол, антабки, планки Пикатинни сверху и снизу[18]
- Модель 460 XVR Performance Center 14-дюймовый ствол, дульный тормоз, антабки, планка Пикатинни сверху и снизу, сошки[19]